# Krzysztof Kawiecki
Krzysztof Kawiecki (Kawecki) herbu Dołęga (zm. w 1672 roku) – sędzia kamieniecki w latach 1661-1670, pisarz kamieniecki w latach 1654-1661, wojski latyczowski w latach 1652-1654.
Poseł na sejm 1658 i 1659 roku, poseł sejmiku kamienieckiego na sejm 1661, 1662 roku i sejm nadzwyczajny 1668 roku. Poseł na sejm nadzwyczajny 1670 roku z województwa podolskiego.